# Antonio Perea

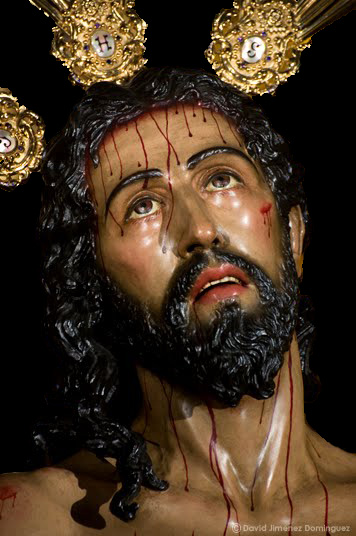
Nuestro Padre Jesús Despojado de sus Vestiduras, obra de Antonio Perea fechada en 1939

Antonio Perea Sánchez (Sevilla, 12 de junio de 1911-ibídem, 25 de abril de 1998) fue un pintor y escultor español del siglo XX. Una de sus obras más destacadas es una escultura de Jesús realizada en 1939 en madera policromada. Esta talla fue realizada en la prisión de Sevilla donde estaba confinado como preso político, sirviendo de modelo un compañero que posteriormente fue condenado a muerte y ejecutado. Dicha talla procesiona anualmente en la Semana Santa de Sevilla con la advocación de "Nuestro Padre Jesús Despojado de Sus Vestiduras". La escultura pertenece a la Hermandad de Jesús Despojado (Sevilla) y sale en procesión el Domingo de Ramos. Otra de sus obras es el "Cristo yacente," (1962) que recibe culto en Aracena (Huelva) como titular de la Hermandad del Santo Entierro y Virgen de la Soledad de esta localidad de la sierra onubense. Obra suya también es la bella imagen de María Santísima en su Soledad ,bendecida el 19 de marzo de 1957, que se encuentra al culto en el Santuario de la Paz de la localidad jiennense de Beas de Segura y procesiona como Titular de la Antigua Hermandad de la Soledad y Vera Cruz tanto en la procesión del Encuentro del Paso la mañana del Viernes Santo como en la del Santo Entierro en la noche de ese mismo día.
Fue además un reputado pintor, valorándose en gran medida sus obras referentes a motivos taurinos, así como monográficos sobre razas caninas.

## Biografía
Comienza su formación escolar a los 8 años de edad para poder ponerse al día en los estudios primarios, dos años más tarde le dan como concluida la enseñanza básica. Su formación escolar la completará con un profesor personal, vecino y amigo de la familia, que al percibir sus cualidades para el aprendizaje le preparará hasta su examen de ingreso a los 15 años de edad en la Escuela de Arte y Oficio de la Real Fábrica de Artillería de Sevilla donde recibirá estudios teóricos y prácticos en diversos oficios, así como de la rama de ingeniería adquiriendo habilidades como delineante. Así, a partir de este momento consigue ser el más destacado en todas las materias impartidas y será este el principio de una productiva formación y despertando sobre manera su capacidad creativa. Mientras continúa su formación tiene acceso a codearse con artistas coetáneos, por lo que sus inquietudes artísticas le llevarán a flirtear con algunas disciplinas artísticas; pintura y escultura.
El estallido de la sublevación militar que originó la guerra civil española supuso un hito muy negativo en su vida, pues fue víctima de la durísima represión llevada a cabo por los golpistas encabezados por el General Gonzalo Queipo de Llano, y tras una denuncia fue encarcelado y condenado por un consejo de guerra, sin base jurídica alguna, a una pena de 14 años 8 meses y un día en prisión por el supuesto delito de confraternización con simpatizantes republicanos a los que llevó agua mientras permanecían en una barricada. Pasó por el campo de concentración de Los Merinales y por la cárcel de la Ranilla, y salió en libertad a mediados de los años 40.